# Sphenostemon
Sphenostemon és ungènere de plantes angiospermes de la família de les paracrifiàcies (Paracryphiaceae).
En el sistema de classificació filogenètica APG II la família està en el clade Euasterid II sense assignar-la a un ordre en concret
En el sistema Cronquist s'ubicava en l'ordre de les Celastrales.
La distribució de les espècies d'aquesta família és a climes tropicals de Malèsia, Queensland i Nova Caledònia.